# شون باريت (ممثل)
شون باريت (بالإنجليزية: Seán Barrett)‏ هو ممثل بريطاني، ولد في 4 مايو 1940 في هامبستاد في المملكة المتحدة.

## أعمال

### أفلام
- (1956) الحرب والسلام[5]

## وصلات خارجية
- شون باريت على موقع IMDb (الإنجليزية)
- شون باريت على موقع ميوزك برينز (الإنجليزية)
- شون باريت على موقع ديسكوغز (الإنجليزية)
- شون باريت على موقع قاعدة بيانات الفيلم (الإنجليزية)